# Emilio MacEachen
Washington Emilio MacEachen Vázquez (Artigas, 4 maggio 1992) è un calciatore uruguaiano, difensore dell’  Almirante Brown in prestito dal Dep. Riestra.

## Carriera
Inizia la sua carriera nel 2006 quando viene acquistato dal Peñarol dove, in due anni, compie tutta la trafila delle giovanili fino al giorno del suo debutto in prima squadra, avvenuto nel 2011: esordisce il 9 marzo in occasione della partita di Coppa Libertadores contro il Quito, formazione del Campionato ecuadoriano di calcio. Debutta in campionato quattro giorni dopo durante l'incontro di campionato con il Cerro. Rimedia la sua prima ammonizione in carriera, da calciatore professionista, il 5 giugno in occasione dell'incontro di campionato con il Racing Club. Il 3 dicembre segna la sua prima rete durante la partita di Clausura con il Cerrito, squadra della città di Montevideo.
Nell'estate 2012 viene acquistato dal Parma con la formula del prestito con diritto di riscatto, ma qui non viene mai schierato in campo, se non per qualche partita con la squadra Primavera. Non essendo stato riscattato dal Parma, per la stagione successiva ritorna in patria al Club Atlético Peñarol, dove resta per altre 3 stagioni prima di essere ceduto in prestito a varie squadre, quali Sud América, Necaxa e Atlético San Luis.